# La Cage aux folles 2
La jaula de las locas 2 o La jaula de las locas. Vicios pequeños 2 es la secuela de la exitosa película franco-italiana, La cage aux folles, dirigida también por Edouard Molinaro, que se estrenó el 10 de diciembre de 1980. La versión italiana recibió el título de Il vizietto 2.

## Argumento
Albin, para demostrarle a Renato que a pesar de los años todavía es capaz de seducir vestido de mujer, sale a la calle dispuesto a ligar con algún hombre. Pero en lugar de una conquista se encuentra con un espía que es perseguido por agentes extranjeros que quieren matarle, y antes de fallecer le pasa a Albin el microfilm que había conseguido. La pareja se oculta por miedo a ser acusados del crimen, pero los servicios de contraespionaje les encuentran y les presionan para que colaboren en atrapar a los espías, desconocedores de que Albin tiene el microfilm sin saberlo. 
A pesar de la protección del servicio de contraespionaje Albin y Renato son secuestrados por los espías. Cuando consiguen escapar huyen a Italia para ocultarse en las montañas con la familia de Renato, teniendo Albin que permanecer vestido de mujer para disimular frente a la madre de Renato, lo que origina que Luigi, un jornalero de la familia, se sienta atraído por él. Pese a mantenerse escondidos son localizados tanto por los espías como por los servicios de contraespionaje que rescatan a Albin de un segundo secuestro y recuperan el microfilm.

## Reparto
- Michel Serrault - Albin Mougeotte alias Zaza Napoli.
- Ugo Tognazzi - Renato Baldi.
- Marcel Bozzuffi - Broca, jefe del contraespionaje.
- Michel Galabru - Simon Charrier, consuegro de la pareja.
- Paola Borboni - Señora Baldi, madre de Renato.
- Benny Luke - Jacob, el criado.
- Giovanni Vettorazzo - Milan, agente de contraespionaje.
- Glauco Onorato - Luigi, el jornalero.
- Antonio Francioni - Michaux, agente de contraespionaje.
- Nello Pazzafini - Mangin.

## Comentario
Tras el éxito de la primera parte, Jean Poiret autor de la comedia "La cage aux folles" escribió el argumento de esta película, dirigida como la anterior por Edouard Molinaro. La historia en la cual los protagonistas gays se enfrentan a una crisis de pareja y tiene algunas situaciones y circunstancias llenas de suspenso, además de las cómicas, con el ritmo propio de un film policíaco y con un final sorpresa.

## Premios
- 1981 - Una nominación al César: Michel Serrault como mejor actor (Premios César, Francia)